# Fara (département)
Pour les articles homonymes, voir Fara.
Pour le village chef-lieu, voir Fara (Fara).
Fara est un département et une commune rurale de la province des Balé, situé dans la région de la Boucle du Mouhoun au Burkina Faso.

## Démographie
- 35 120 habitants (estimation de 2003)
- 37 294 habitants (recensement de 2006)
- 60 972 habitants (recensement de 2019)

## Villages
Le département et la commune rurale de Fara est administrativement composé de vingt-quatre villages, dont le village chef-lieu homonyme :
- Bilatio (224 habitants)
- Bouzourou (964 habitants)
- Daho (647 habitants)
- Dakayes (718 habitants)
- Diansi (182 habitants)
- Fara (9 259 habitants), chef-lieu
- Fitien (511 habitants)
- Kabourou (2 674 habitants)
- Kapa (246 habitants)
- Karaba (1 126 habitants)
- Konzéna (320 habitants)
- Koumbia (823 habitants)
- Laro (2 819 habitants)
- Nabou-Nouni (1 897 habitants)
- Nabou-Peulh (712 habitants)
- Nanano (1 870 habitants)
- Naouya (1 343 habitants)
- Nasma (152 habitants)
- Nasséné (791 habitants)
- Pomain (1 469 habitants)
- Sadon-Bobo (1 075 habitants)
- Tialla (667 habitants)
- Ton (2 095 habitants)
- Toné (2 536 habitants)